# 聯華氣體
聯華林德（英語：Linde LienHwa）是一家位於台灣的化學工業公司。1965年由聯華神通集團旗下的「聯華實業控股」和「林德集團」共同成立的合資公司。

## 簡介
聯華林德的前身是1985年與英國氧氣公司(BOC)合資成立的聯華氣體 ，2006年因BOC加入林德集團，於是2011年聯華氣體則更名為『聯華林德』。
2023年，與和泰汽車攜手，為推動國內氫能載具發展，合作簽訂「氫能車輛先導示範」合作備忘錄暨「車輛租賃」合約，其中不僅將最新氫能電動車TOYOTA MIRAI引進台灣，亦將建置全台首座加氫站。更計劃斥資近60億元在桃園科技工業區及高雄臨海工業區新建廠房，另也將在新竹科學園區銅鑼園區、中部科學園區與觀音工業區增設智慧化機器設備。近年來成為台積電供應鍵的供應商之一，並投入新能源如氫能的領域

## 工廠分佈
目前除了台北總公司外，在桃科、台中中港、高雄前鎮設有分公司，並在桃園觀音、台南樹谷、高雄大社及林園設有四座工廠。